# 勵正集團

商標

勵正集團（Legal & General Group plc）是英國的一家跨國金融服務和資產管理公司，總部位於倫敦，成立於1836年。該公司在英國和美國運營，並且在中東、歐洲和亞洲開展業務。勵正集團是倫敦證券交易所上市公司，並且是FTSE 100成份股。

## 外部連結
- Legal & General Group Plc （页面存档备份，存于） – official company page